# Marika Domińczyk
Marika Domińczyk (ur. 7 lipca 1980 w Kielcach) – amerykańska aktorka polskiego pochodzenia.

## Życiorys
Jest córką Mirosława Domińczyka, działacza opozycyjnego w PRL, uczestnika strajku w Stoczni Gdańskiej w 1980 i pierwszego przewodniczącego Międzyzakładowej Komisji Związkowej NSZZ Solidarność Regionu Świętokrzyskiego. W 1983 wraz z rodziną wyjechała do Stanów Zjednoczonych i zamieszkała w Nowym Jorku.
Znana głównie z ról w amerykańskich serialach telewizyjnych Do usług oraz Bracia i siostry.

## Życie prywatne
Od 2007 żona aktora Scotta Foleya. Mają córkę Malinę Jean (ur. w listopadzie 2009) oraz dwóch synów - Kellera Aleksandra (ur. 17 kwietnia 2012) i Konrada (ur. 13 listopada 2014). Jej starszą siostrą jest aktorka Dagmara Domińczyk.

## Filmografia
- Ulica (The $treet, 2000) jako gospodyni
- Prawo i porządek: sekcja specjalna (Law & Order: Special Victims Unit, 2000) jako Tess Michner
- Trzecia rano (3 A.M., 2001) jako Cathy
- Witchblade: Piętno mocy (Witchblade, 2002) jako Christina
- Porn 'n Chicken (2002) jako Tatiana
- Do usług (The Help, 2004) jako Anna, niania
- Gorące Hawaje (North Shore, 2004) jako Erika
- Invitation to a Suicide (2004) jako kobieta na Manhattanie
- 40-letni prawiczek (The 40 Year-Old Virgin, 2005) jako Bernadette
- Halley's Comet (2005) jako Mathea
- Confessions of a Dog (2005) jako Brunette
- Kości (Bones, 2006) jako Leslie Snow
- Heist (2006) jako Lola
- Bracia i siostry (Brothers & Sisters, 2006–2011) jako Tyler Altamirano
- National Lampoon's Bag Boy (2007) jako Bambi Strasinsky
- Manchild (2007) jako Tiffany
- Las Vegas (2008) jako Marisa Rodriguez
- Bruce i Lloyd dorywają Smarta (Get Smart's Bruce and Lloyd Out of Control, 2008) jako Isabelle[5]
- Who Do You Love (2008) jako Revetta Chess
- Dr House (House M.D., 2008) jako Heather
- Jednostka (The Unit, 2009) jako Anya
- I Hope They Serve Beer in Hell (2009) jako Lara
- Partnerki (Rizzoli & Isles, 2011) jako Theresa
- Vegas (2013) jako Nadia Lattimer
- Zabójcze umysły (Criminal Minds, 2013) jako Lida Taffert
- Let's Kill Ward's Wife (2014) jako Amanda
- Chirurdzy (Grey’s Anatomy, 2016–2017) jako dr Eliza Minnick (seria 13)
- Whiskey Cavalier (2019) jako Tina Marek / Martyna 'Tyna' Marek[6]
- Hawaii Five-0 (2020) jako Lorena